# Deinococcota
Deinococcota son un pequeño filo de bacterias aerobias extremófilas, que tienen una gruesa pared celular como las bacterias Gram-positivas, pero presentan una estructura que incluye dos membranas como las Gram-negativas. El nombre Hadobacteria proviene de Hades, el dios griego del inframundo.

## Características
Entre las características comunes, está su inmovilidad, carencia de esporas y el uso de menaquinona 8 como su principal lipoquinona respiratoria. También se han encontrado firmas moleculares en forma de inserciones y deleciones de firma conservadas (CSI) y proteínas (CSP) que son compartidos de manera única por todos los miembros que pertenecen al filo Deinococcota.
Filogenéticamente, se considera un linaje muy antiguo, pero sus relaciones no están aún establecidas, pues se le ha ubicado como un clado independiente o relacionado con otras bacterias termófilas dentro de Thermotogati.

## Taxonomía
Estas bacterias incluyen dos órdenes:

### Deinococcales
Las Deinococcales son Gram positivas quimiosintéticas altamente resistentes a los cambios en el medio ambiente. Los Deinococcus son resistentes a la alta radiación y desecación: se han hecho famosos por su capacidad para comer la basura nuclear y otros materiales tóxicos, por sobrevivir en el vacío del espacio y soportar el calor y frío extremos. 

### Thermales
En Thermales hay varios géneros Gram negativos heterótrofos resistentes al calor.  Thermus aquaticus tuvo un papel importante durante el desarrollo de la reacción en cadena de la polimerasa, en donde los sucesivos ciclos de calentamiento del ADN hacen ventajoso utilizar moléculas termoestables.